# Igreja de Santa Maria sobre Minerva (Assis)
Nota: Se você procura pela igreja de mesmo nome em Roma, consulte Santa Maria sopra Minerva.
A Igreja de Santa Maria sobre Minerva, também conhecida como Templo de Minerva, é uma igreja católica da cidade de Assis, na Itália.
O templo original foi erguido no século I a.C. a mando de Gneus Cesius e Titus Cesius Priscus, que também deram sua contribuição para o projeto. Com o banimento do Paganismo o templo de Minerva foi abandonado. No final do século VI monges beneditinos o restauraram e tomaram posse dele como igreja cristã. O interior foi dividido em dois andares, com salas na parte superior e na parte inferior instalando uma igreja dedicada São Donato. No século XIII os monges alugaram o edifício para a recém-formada comuna de Assis, que fez do templo sua sede administrativa entre 1215 e 1270. Até o século XV foi utilizado como cadeia municipal.
Em 1456 o espaço foi novamente destinado ao uso sagrado e a igreja de São Donato foi reaberta. Nos anos 1527-1530 os magistrados de Assis providenciaram sua restauração. Então, em 1539, o Papa Paulo III, fazendo uma visita a Assis, ordenou que fosse dedicado à Virgem Maria, rainha da verdadeira sabedoria. O templo, em seguida, tomou o nome de Santa Maria sopra Minerva (Santa Maria sobre Minerva). Em 1613 o bispo de Assis doou a igreja para os frades da Ordem Terceira Regular de São Francisco, que conduziu os serviços religiosos e empreendeu várias restaurações com a ajuda do arquiteto local Giacomo Giorgetti. No século XVII sua decoração interna foi reformada em estilo Barroco.